# (300154) 2006 VW89
(300154) 2006 VW89 es un asteroide perteneciente al cinturón de asteroides descubierto el 14 de noviembre de 2006 por el equipo del Spacewatch desde el Observatorio Nacional de Kitt Peak, Arizona, Estados Unidos.

## Designación y nombre
Designado provisionalmente como 2006 VW89.

## Características orbitales
2006 VW89 está situado a una distancia media del Sol de 3,194 ua, pudiendo alejarse hasta 3,629 ua y acercarse hasta 2,759 ua. Su excentricidad es 0,136 y la inclinación orbital 5,538 grados. Emplea 2085,58 días en completar una órbita alrededor del Sol.

## Características físicas
La magnitud absoluta de 2006 VW89 es 16,1. 